# Hadena fuligata
Hadena fuligata là một loài bướm đêm trong họ Noctuidae.